# رابرت زاندر
رابرت زاندر (سوئدی: Robert Zander؛ ۱۸ سپتامبر ۱۸۹۵ - ۲۷ ژوئن ۱۹۶۶) بازیکن فوتبال اهل سوئد بود.
وی در بازی‌های المپیک تابستانی ۱۹۲۴ برندهٔ مدال برنز شده‌است.